# Georgette Dupouy
Georgette Dupouy, née Georgette Guillon le 8 novembre 1901 à Paris et morte le 13 avril 1992 à Dax, est une artiste peintre française. 

## Biographie

### Vie personnelle
Georgette Yvonne Guillon naît au 19 rue Bardinet dans le 14e arrondissement de Paris. Le 8 septembre 1921, elle épouse Étienne Dupouy à Sartrouville ; les époux s'installent boulevard de Grenelle. En 1935, ils déménagent vers un domaine (acquis par le grand-père d'Étienne) à Dax, dans le quartier de Saubagnac. Elle devient veuve en 1961.

### Œuvre
La première œuvre de Georgette Dupouy est un bouquet de fleurs en pastels daté de septembre 1920. La seconde est un autoportrait en aquarelles daté d'avril 1925. Sa première exposition se déroule en juillet et août 1929 à Dax. Entre 1935 et 1942, Georgette Dupouy stoppe son activité, avant d'ouvrir un atelier à Dax, puis est exposée deux fois à Bordeaux l'année suivante. Cette même année, elle rencontre Maurice Utrillo, qui lui achète trois toiles et qui lui fait de la publicité, ce qui lui permet d'exposer 24 œuvres à Bordeaux en mars 1945, puis à Clermont-Ferrand, et à Dax en décembre. Elle expose à Paris en 1954. Elle meurt le 13 avril 1992 à Dax.

## Œuvres dans des collections publiques[3]
- Musée Édith-Piaf (Paris) : Portrait d’Édith Piaf (1975)
- Musée de la Chasse et de la Nature (Paris) : Le vanneau aux navets (1957)
- Musée Louis-Vouland (Avignon) : 
  - Les deux bouteilles (1944)
  - Les vignes rouges du Roussillon (1954)
  - La Provence vers Aix (1963)
  - Effet lunaire sur les Baux-de-Provence (1963)
  - Le Luberon (1977

## Hommages
- Le musée Georgette-Dupouy, à Dax, porte son nom ;
- L’école de Poyartin a été nommée en son honneur en 2017[4].